# クルードラゴン エンデュランス
クルードラゴン「エンデュランス」（ドラゴン C210）はスペースXによって製造されたクルードラゴン宇宙船で、NASAの商業乗員輸送計画の下で製造されて運用されている。2021年11月11日に、ISS第66次長期滞在の一部となるスペースX Crew-3ミッションの一部として国際宇宙ステーションに向けて人員輸送のために打ち上げられた。

## 来歴
2021年10月7日に、ドラゴンC210が「エンデュランス」（英語: Endurance、「忍耐力」「我慢強さ」）と呼ばれることが発表された。ラジャ・チャリ宇宙飛行士は、この名称が宇宙機を組み立て、それを飛ばす予定の宇宙飛行士を訓練したスペースXとNASAのチームの栄誉を称えたものであると述べている。この作業者たちは新型コロナウイルス感染症の大流行を耐え抜いた。この名称はエンデュアランス号、シャクルトンの帝国南極横断探検隊の栄誉を称えたものでもある。3本マストの帆船は、南極到着前に氷に閉じ込められて1915年に沈没し、Crew-3ミッションの期間中に発見された。
エンデュランスは2021年11月11日（UTC）にファルコン9ブロック5に搭載されてケネディ宇宙センター、LC-39Aから打ち上げられ、国際宇宙ステーションでの6か月におよぶミッションに向けてNASAの宇宙飛行士であるラジャ・チャリ、トーマス・マーシュバーンおよびケイラ・バロンと、ESAの飛行士のマティアス・モーラーを輸送した。

## 飛行
| フライトNo. | ミッション | 徽章    | 打上日（UTC）               | 着陸日（UTC）           | 乗組員                                                                                    | 期間             | 備考                                                        | 結果              |
| ----------- | ---------- | ------- | --------------------------- | ----------------------- | ----------------------------------------------------------------------------------------- | ---------------- | ----------------------------------------------------------- | ----------------- |
| 1           | Crew-3     |         | 2021年11月11日 02:03:31 UTC | 2022年5月6日 04:43 UTC  | - ラジャ・チャリ - トーマス・マーシュバーン - ケイラ・バロン - マティアス・モーラー       | 176日 2時間 39分 | 長期ミッション、第66 / 67次長期滞在クルーの4名をISSに輸送。 | 成功              |
| 2           | Crew-5     |         | 2022年10月5日 16:00:57 UTC  | 2023年3月12日 02:02 UTC | - ニコール・オーナプー・マン - ジョシュ・A・カサダ - 若田光一 - アンナ・キキナ            | 157日 10時間 1分 | 長期ミッション、第67 / 68次長期滞在クルーの4名をISSに輸送。 | 成功              |
| 3           | Crew‑7     |         | 2023年8月26日 07:27 UTC     | TBD                     | - ジャスミン・モグベリ - アンドレアス・モーゲンセン - 古川聡 - コンスタンティン・ボリソフ | 199日            | 長期ミッション、第69 / 70次長期滞在クルーの4名をISSに輸送。 | ISSにドッキング中 |
| 4           | フラム2    | (patch) | 2024年第4四半期             | 2024年第4四半期         | - チュン・ワン - ヤニッケ・ミケルセン - エリック・フィリップス - ラベア・ロッゲ           | 3-5日            | 民間密書、極軌道への初めての有人ミッション                  | Planned           |

## Gallery

クルードラゴン エンデュランスのギャラリー
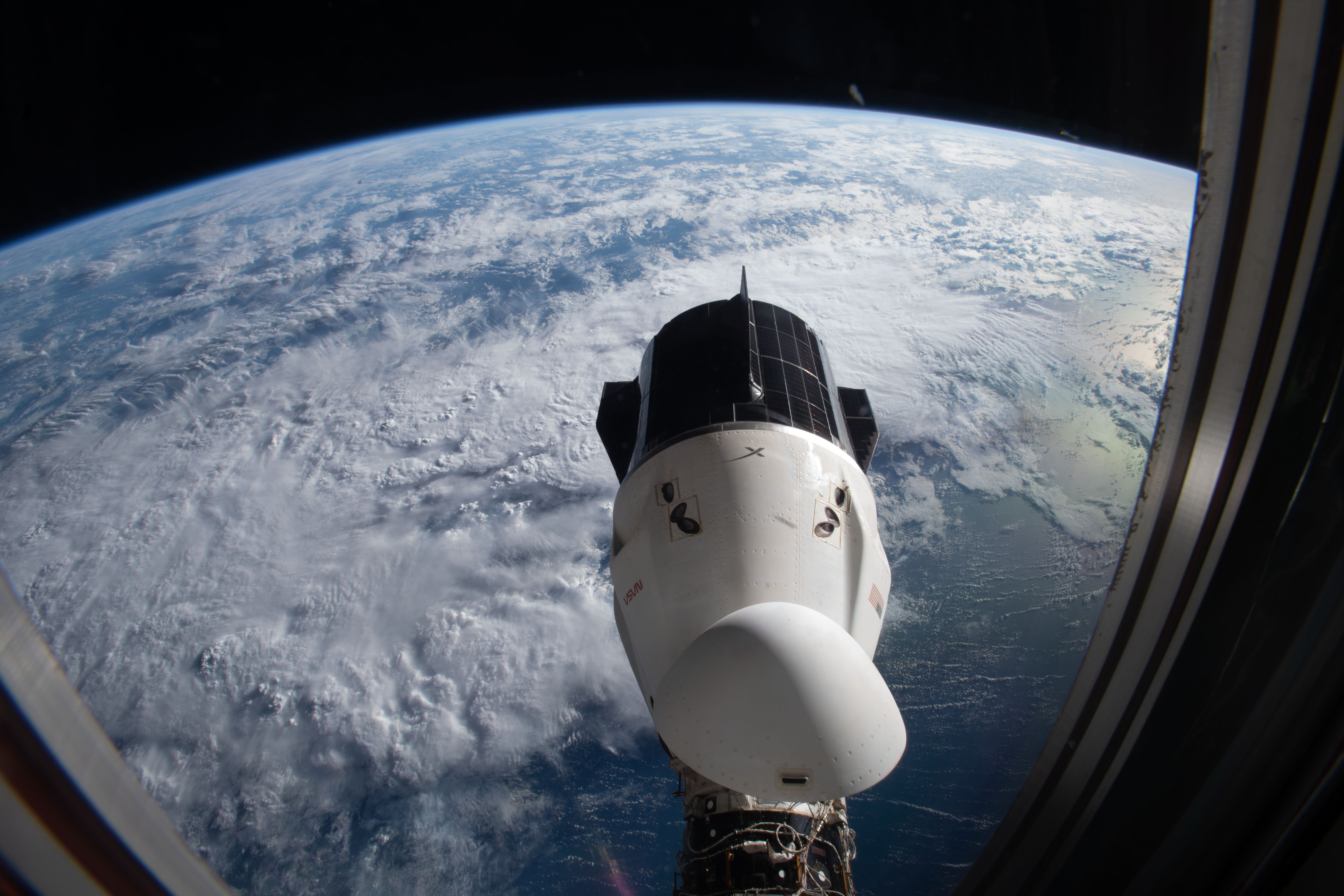
Crew-3ミッションでISSにドッキングしているクルードラゴン エンデュランス
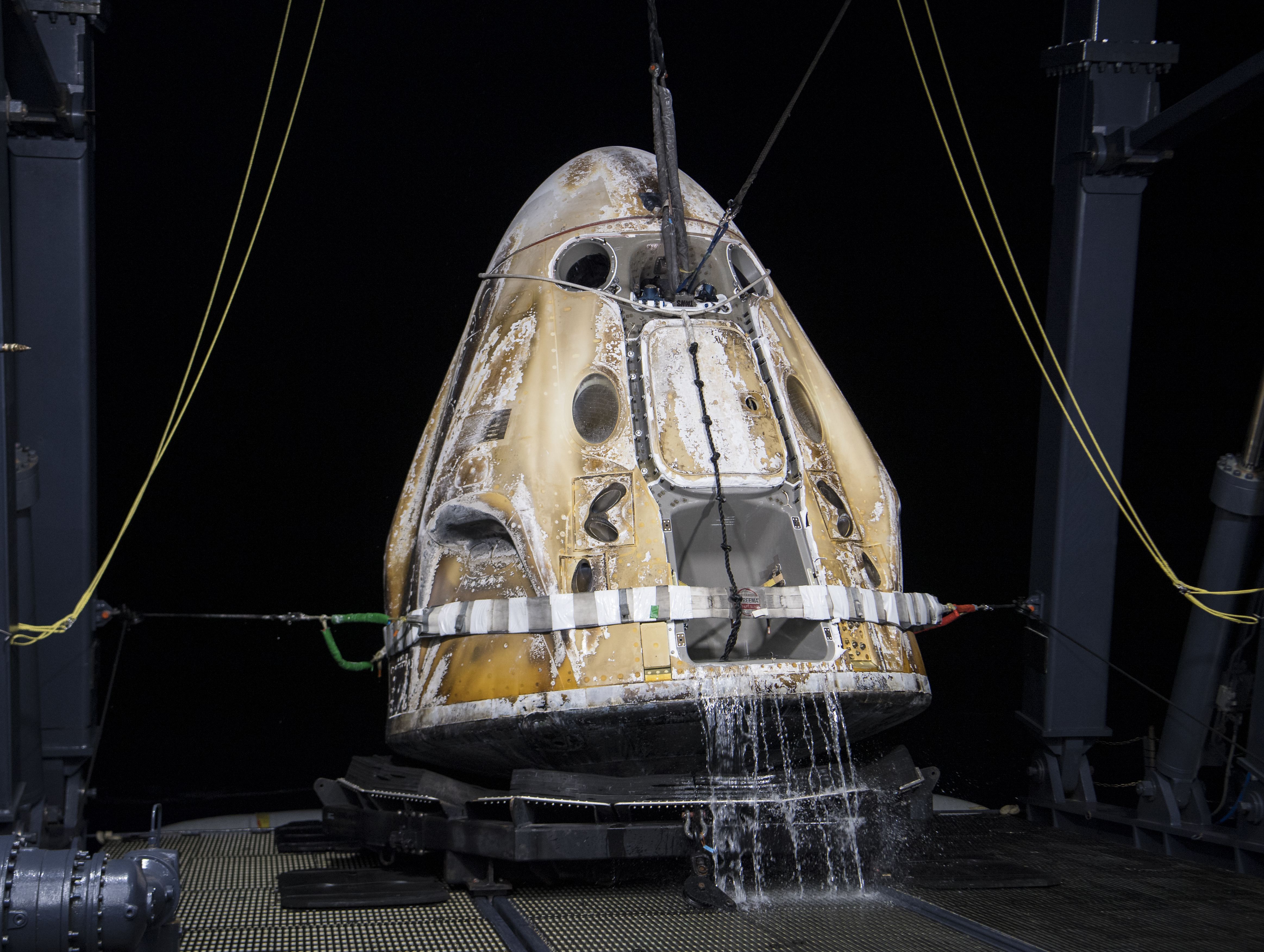
Crew-3ミッション終了後に大西洋に着水したエンデュランス